# دانيو واضح
دانيو واضح (الاسم العلمي: Danio flagrans) هو نوع من الأسماك يتبع جنس الدانيو من فصيلة الشبوطيات.